# Raphael Bouju
Pour les articles homonymes, voir Bouju.
Raphael Bouju (né le 15 mai 2002 à Amsterdam) est un athlète néerlandais spécialiste des épreuves de sprint.

## Biographie
En 2018, il remporte les médailles d'or du 100 m lors des championnats d'Europe d'athlétisme jeunesse, compétition disputée par les athlètes de moins de 18 ans. 
En 2022, il devient champion des Pays-Bas du 100 m en 10 s 27 et se classe quatrième du relais 4 × 100 m lors des championnats d'Europe de Munich.
Le 10 juin 2023 à Genève, il porte son record personnel à 10 s 02. Fin juin à Chorzów, il se classe deuxième du 100 m des  Championnats d'Europe par équipes (10 s 14).

## Palmarès
| Date | Compétition                   | Lieu    | Résultat | Épreuve   | temps   |
| ---- | ----------------------------- | ------- | -------- | --------- | ------- |
| 2022 | Championnats d'Europe         | Munich  | 4e       | 4 × 100 m | 38 s 35 |
| 2023 | Jeux européens                | Chorzów | 2e       | 100 m     | 10 s 14 |
| 2023 | Championnats d'Europe espoirs | Espoo   | 2e       | 100 m     | 10 s 17 |
| 2023 | Championnats d'Europe espoirs | Espoo   | 2e       | 200 m     | 20 s 68 |

## Records
| Épreuve | Marque  | Lieu     | Date        |
| ------- | ------- | -------- | ----------- |
| 100 m   | 10 s 02 | Genève   | 2 juin 2023 |
| 200 m   | 20 s 65 | Oordegem | 27 mai 2023 |